# Aidia impressinervis
Aidia impressinervis är en måreväxtart som först beskrevs av George King och James Sykes Gamble, och fick sitt nu gällande namn av Colin Ernest Ridsdale. Aidia impressinervis ingår i släktet Aidia och familjen måreväxter. Inga underarter finns listade i Catalogue of Life.